# Tonantins
Tonantins là một đô thị thuộc bang Amazonas, Brasil. Đô thị này có diện tích 6432,59 km², dân số năm 2007 là 19013 người, mật độ 2,96 người/km².